# Pasquale Fabbri
Pour les articles homonymes, voir Fabbri.
Pasquale Fabbri (né le 2 avril 1942 à Galeata, dans la Province de Forlì-Cesena, en Émilie-Romagne) est un coureur cycliste italien, professionnel entre 1963 et 1967.

## Biographie
Sur le Tour d'Espagne 1966, il obtient deux deuxième places d'étape lors de la dixième étape (10e A et 10e B) ainsi que quatre troisième places (1re, 2e A, 8e et 12e étape).

## Palmarès

### Palmarès amateur
- 1962
  - Coppa Mobilio Ponsacco (course en ligne + contre-la-montre)

- 1963
  - Coupe d'Italie contre-la-montre par équipes
  -  Médaillé d'argent du championnat du monde du contre-la-montre par équipes (avec Mario Maino, Dino Zandegù et Danilo Grassi)
  - 3e du Trofeo Napoleone Faina

### Palmarès professionnel
- 1964
  - 2e du Tour de Catalogne

- 1966
  - Sassari-Cagliari

## Résultats sur les grands tours

### Tour de France
1 participation
- 1966 : hors délais (16e étape)

### Tour d'Italie
1 participation
- 1965 : 59e

### Tour d'Espagne
1 participation
- 1966 : abandon (18e étape)